# Szeremle
Szeremle (kroatiska: Srimljan) är en ort (by) i provinsen Bács-Kiskun i södra Ungern. Orten har 1 261 invånare (2024), på en yta av 34,06 km². Den ligger vid Donau, cirka 6,5 kilometer sydväst om Baja.